# Apollonio Apolloni
Apollonio Apolloni (Montelaterone, 27 novembre 1831 – Pisa, 4 luglio 1904) è stato un patriota e medico italiano.

## Biografia
Apollonio Apolloni nacque a Montelaterone, nel comune amiatino di Arcidosso, il 27 novembre 1831, ma visse a Grosseto con la famiglia. Rimasto orfano del padre fu accolto dallo zio, il medico Raffaello Lepri, fratello della madre, direttore dell'ospedale di Massa Marittima, il quale provvide ai suoi studi. Apollonio studiò prima nel seminario di Massa Marittima, poi fu mandato a Firenze a studiare diritto che però abbandonò per passare agli studi di medicina.
A Firenze conobbe Giovanni Morandini e i fratelli Annibale e Riccardo Lapini ed entrò a far parte nel 1847 della Giovine Italia. Il 29 maggio del 1848 partecipò come volontario alla battaglia di Curtatone e rimase ferito. Terminata la guerra gli fu imposta una ferma di tre anni con il grado di sergente. Al congedo, riprese gli studi e l'attività nella Giovine Italia e nel 1853 partecipò ai fallimentari moti insurrezionali. Nel 1854 si laureò in medicina e iniziò la sua attività nella natìa Maremma, dove fu medico a Scansano e a Gavorrano. Nel 1856 aveva sposato Marianna Garzelli di Massa Marittima e dal matrimonio nacquero tre figli: Elina, Arnaldo e Itala. Nel 1859 dopo la cacciata del granduca da Firenze, proclamata la guerra all'Austria, si arruolò nel corpo dei Cacciatori delle Alpi agli ordini di Giuseppe Garibaldi. Alla fine del 1859 si trasferì a Massa Marittima dove iniziò l'attività di chirurgo infermiere presso l'ospedale Sant'Andrea. All'epoca a Massa si era costituito intanto un attivissimo Comitato di soccorso (presidente Giulio Lapini) in appoggio a Garibaldi per l'acquisto di un milione di fucili e per l'impresa di Sicilia. Dopo il fallimento della spedizione Zambianchi nell'impresa dei Mille, a cui parteciparono molti massetani, fu decisa, dopo lo sbarco di Garibaldi in Sicilia, una spedizione per raggiungere il generale a cui aderirono settantadue giovani guidati dall'Apolloni. Questa volta l'impresa riuscì e i volontari massetani parteciparono alla battaglia del Volturno.
Per proseguire nell'azione con l'annessione di Roma e Venezia furono costituiti i Comitati di provvedimento: quello di Massa Marittima fu istituito l'11 gennaio 1861 su iniziativa dell'Apolloni e aggregato al Comitato centrale di Genova. L'opera del Comitato con l'Apolloni alla presidenza non si limitava a sostenere le imprese garibaldine, ma svolgeva un importante ruolo di propaganda politica e sociale, facendo nascere nel proprio ambito altre iniziative utili a rinsaldare il movimento democratico e al riscatto delle classi più popolari. In quegli anni l'Apolloni organizzò un corpo di giovani che dovevano presentarsi in guerra come i Carabinieri dell'Ombrone e fu promotore delle Società di tiro a segno per l'addestramento dei giovani alle armi. Partecipò alla fondazione della Fratellanza artigiana affiliata alla Fratellanza artigiana di Firenze. Associazione mutualistica di grande rilevanza, la Fratellanza artigiana promosse tra il 1863 e il 1864 le scuole serali per gli operai e cicli di conferenze.
Nel 1862, dopo Aspromonte, i Comitati di provvedimento furono sciolti d'autorità e l'Apolloni nell'agosto 1862 subì una perquisizione in casa e l'arresto per detenzione di armi. Di conseguenza, nel settembre 1862, con ordinanza del prefetto, l'Apolloni fu sospeso dall'incarico che aveva presso l'ospedale di Sant'Andrea con l'accusa di aver eccitato la gioventù massetana contro il Governo, e allontanato da Massa Marittima. Costretto a trasferirsi altrove visse per qualche anno a Porto Santo Stefano. Nel 1866 l'Apolloni viveva a Cecina quando insieme a molti altri volontari si arruolò nell'esercito di Garibaldi per le operazioni in Tirolo nella guerra per Venezia contro l'Austria, guadagnando una medaglia al valore. Nel 1867 si unì con Nicola Guerrazzi alla disastrosa spedizione garibaldina per la conquista di Roma che finì con la sconfitta di Mentana.
Nel 1882, sull’onda dello sdegno nazionale per il mancato rispetto della volontà di essere cremato di Giuseppe Garibaldi, fonda, insieme ad altri sei soci di convinzione igienista, la Società pisana per la cremazione dei cadaveri. Questa stessa società nel 1885, attraverso una sottoscrizione tra i soci e i cittadini, costruisce il Tempio crematorio nella sezione acattolica del cimitero suburbano di Pisa. Nel 1898 la proprietà dell’impianto viene ceduta al Comune di Pisa. La Società pisana per la Cremazione (So.Crem. Pisa) è ancora oggi attiva.
Senza dubbio la sua attività professionale risentì molto della sua attività politica. Sempre sospettato dalle autorità, fu arrestato al Fitto di Cecina, dove viveva, il 12 maggio 1870 e incarcerato a Volterra per aver preso parte ad un tentativo di invasione armata dello Stato Pontificio arruolando giovani nella zona. Rilasciato poco dopo, riprese la sua attività di medico e ispettore sanitario delle strade ferrate. Morì a Pisa il 4 luglio 1904.